# (1549) Mikko
(1549) Mikko ist ein Asteroid des Hauptgürtels, der am 2. April 1937 von dem finnischen Astronomen Yrjö Väisälä in Turku entdeckt wurde.
Benannt wurde der Asteroid nach dem finnischen Pastor und Amateurastronomen Mikko Arthur Levander, dem Schwiegervater des Entdeckers.